# SALLY☆
SALLY☆は日本のダンサーである。本名は飯塚惠美子（いいづか えみこ）。血液型はO型。神奈川、東京を中心に活動しているエンターテイメントダンサー。

## 経歴
5歳から日比野雅江のもとモダンバレエを学び、その後クラシックバレエ、ジャズダンスなどを学び、東京のテーマパークダンサーとして出演。アメリカ合衆国のニューヨーク州マンハッタンにダンス留学。帰国後、ダンスインストラクターやショーダンサーとして活動する。
「若いってすばらしい」で有名な歌手の槇みちるに師事。ともにマンハッタンで暮らした事もある。
シャンソン歌手であり小説家でもある戸川昌子やお宅評論家として知られる宅八郎プロデュースのアイドルユニットにも参加していた。
共演者には有名人も多く、内山田洋、ムッシュかまやつなど様々。
古き良きアメリカのエンターテイメントを取り入れておりボブフォッシーやライザミネリの影響も受けている。
テレビドラマ、イベントやライブへの出演や振り付けをしている。海外映画ハーフブラッドサムライ出演。ダンスマスターも勤めた。